# 國際合作發展基金會
財團法人國際合作發展基金會，簡稱國合會（英語：International Cooperation and Development Fund），是中華民國外交部設立的財團法人機構，總部設於臺北市，主要是為協助友好或開發中國家發展、增進之間經濟關係而成立。也提供協助遭受天然災害的國家或國際難民，透過投資融資、技術合作、人道援助及國際教育訓練等方式執行，協助友好或開發中國家進行不同領域的發展計畫，包括環境、公衛、醫療、農業、教育及資通訊等。

## 歷史

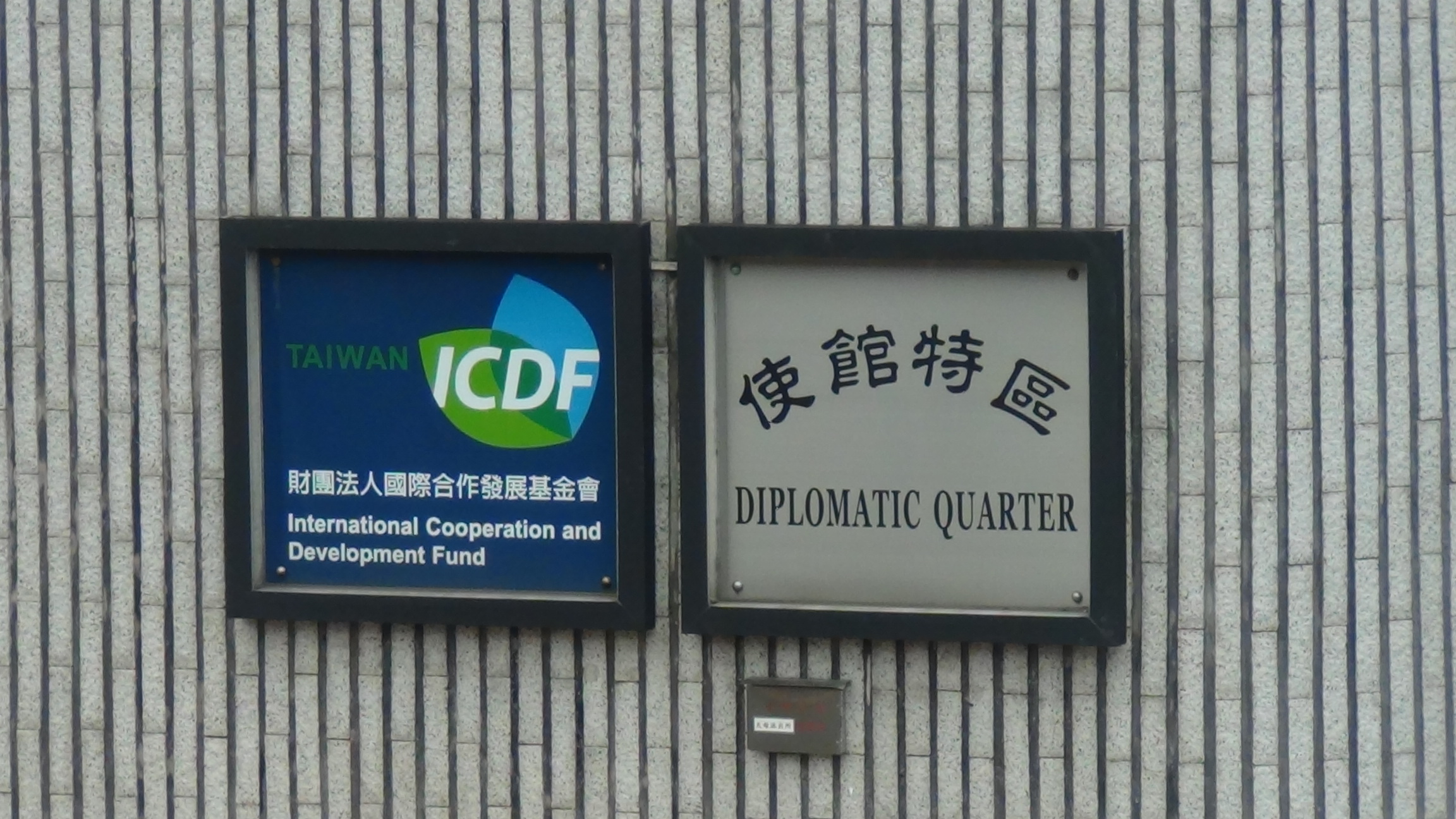
位於使館特區門口前的牌匾

1959年12月28日，中華民國外交部派遣駐外農技團赴越南共和國協助發展農業，為首次對外援助。1961年外交部成立「先鋒案執行小組」，專責派遣農耕隊前往非洲邦交國。1962年先鋒案執行小組擴大為「中非技術合作委員會」。
1963年外交部成立「拉丁美洲農業技術合作小組」，負責拉丁美洲邦交國農業技術援助事務。1968年7月1日，外交部拉丁美洲農業技術合作小組改為「外交部海外技術合作委員會」。1972年中非技術合作委員會與外交部海外技術合作委員會合併為「海外技術合作委員會（海外會）」，專責對外技術援助工作，協助友好開發中國家農業發展。1989年10月因國內經濟快速成長，經濟部成立「海外經濟合作發展基金管理委員會（海合會）」，對友好開發中國家提供各種經濟援助。
嗣後基於援外業務日益專業，為整合援外資源，經行政院提請立法院審議，立法院於1995年12月19日三讀通過《財團法人國際合作發展基金會設置條例》。1996年1月15日總統令公布《財團法人國際合作發展基金會設置條例》，「國際合作發展基金會」於當年7月1日正式成立，海合會及海外會業務均併入國合會。

## 組織架構
依據「國際合作發展基金會設置條例」，國合會設董事會，置董事十一人至十五人，董事長由行政院長遴聘。置監事三人至五人，其中一人為常務監事，均由行政院長遴聘。設諮詢委員會；置諮詢委員七人至十一人，提請董事會通過後聘請。
- 董事會  董事長
  - 監事
  - 諮詢委員會
  - 稽核室
    - 秘書長
      - 副秘書長

### 內部單位
- 人道援助處
  - 公衛醫療組
  - 援助發展組
- 技術合作處
  - 亞洲及非洲組
  - 拉丁美洲及加勒比海組
- 投融資處
  - 投資組
  - 融資組
- 國際教育訓練處
  - 教育組
  - 訓練組
- 研究發展考核處
  - 合作發展組
  - 研究考核組
- 秘書處
  - 資訊組
  - 採購組
  - 總務組
- 會計室
- 公共關係室
- 人力資源室
- 法務室

### 歷屆董事長
董事長均由外交部部長擔任
- 林佳龍（2024年5月20日－現任）
- 吳釗燮（2018年2月26日－2024年5月20日）
- 李大維（2016年5月20日－2018年2月26日）
- 林永樂（2012年9月27日－2016年5月19日）
- 楊進添（2009年9月10日－2012年9月26日）
- 歐鴻鍊（2008年5月20日－2009年9月9日）
- 楊子葆政務次長代理（2008年5月6日－2008年5月19日）
- 黃志芳（2006年1月25日－2008年5月5日）
- 陳唐山（2004年4月16日－2006年1月24日）
- 簡又新（2002年2月1日－2004年4月15日）
- 田弘茂（2000年5月20日－2002年1月31日）
- 程建人（1999年11月30日－2000年5月19日）
- 胡志強（1997年10月20日－1999年11月29日）
- 蔣孝嚴（1996年6月10日－1997年10月19日）

## 歷年合作計畫列表
國際合作發展基金會於非洲、中南美洲、加勒比海、亞太及亞西等30個合作國家執行技術合作業務。
亞東太平洋地區
- 泰國

健康種苗生產計畫
蔬果病蟲害綜合防治計畫
園藝發展計畫
柑橘及百香果植病防治計畫
澀柿及菇類生產計畫
- 斐濟

水產養殖計畫
蔬果產銷輔導計畫
熱帶蔬果栽培推廣計畫
養雞業發展計畫
- 印尼

南蘇拉威西優良稻種發展計畫
萬隆地區強化農企業培育發展計畫
中蘇拉威西生計支援計畫
一鄉一品農企業計畫
農企業經營計畫
- 帛琉

園藝生產與營養提升計畫
園藝計畫
- 吉里巴斯

虱目魚苗生產計畫
養豬計畫
營養提升計畫
邦里基島國際機場整建計畫
畜牧計畫
水產養殖計畫
園藝計畫
- 馬紹爾群島

園藝計畫
畜牧計畫
家戶能源效率及再生能源計畫
- 巴布亞紐幾內亞

農業綜合發展計畫
農民發展培訓計畫
- 緬甸

鄉村微集中式供電站先鋒計畫
- 菲律賓

兒童營養整合行動計畫
- 所羅門群島

索羅門養蜂計畫
糧食作物改善計畫
蔬果改善計畫
養豬整合計畫
園藝計畫
農業綜合經營計畫
養豬計畫
- 吐瓦魯

園藝擴展計畫
園藝作物發展計畫
水產養殖計畫
- 瑙魯

雞蛋生產計畫
蔬菜生產暨營養提升計畫
魯微額金融發展先鋒計畫
園藝計畫
畜牧計畫
亞西及非洲地區
- 史瓦帝尼

孕產婦及嬰兒保健功能提升計畫
電子公文暨檔案管理發展計畫
技職教育與職業訓練提升計畫
養豬產業提升計畫
果樹產銷計畫
馬鈴薯健康種薯繁殖計畫
- 布吉納法索

良種生產計畫
醫療合作計畫
孕產婦及新生兒保健功能提升計畫
- 突尼西亞

租賃公司中小企業融資計畫
- 土耳其

Yayla農業公司融資子計畫
- 約旦

阿茲拉克市社區居民及敘利亞難民固體廢棄物管理改善計畫
校園及社區雨水集水系統計畫
大安曼市固體廢棄物計畫
- 沙烏地阿拉伯

棕棗栽培與組織培養顧問派遣計畫
海水魚研究顧問派遣計畫
交通技術合作顧問派遣計畫
- 巴林

水產養殖繁殖發展顧問派遣計畫
園藝作物發展顧問派遣計畫
農園藝作物發展及糧食安全計畫
都市景觀設計與綠美化合作計畫
- 衣索比亞

友好國家醫事人員訓練計畫
- 黎巴嫩

綠色經濟融資機制計畫
拉丁美洲及加勒比海地區
- 尼加拉瓜

慢性腎臟病防治體系強化計畫
煮食蕉發展計畫
菜豆種子研究發展與生產推廣計畫
竹栽培及竹工藝生產效率提升計畫
稻種研究發展與生產推廣計畫
稻作生產改進計畫
天災應變能力提升計畫
家庭養殖推廣計畫
海水養殖計畫
蔬果種苗生產計畫
農產品銷售輔導計畫
一鄉一特產計畫
氣候變遷調適措施研究專案
園藝作物計畫
微小型企業金融服務計畫
- 宏都拉斯

豬隻繁養殖計畫
森林蟲害管理計畫
酪梨健康種苗繁殖計畫
馬鈴薯健康種薯繁殖計畫
豐世佳灣箱網養殖計畫
乾燥走廊社區災難韌性提升計畫
鄉村基礎建設計畫
作物生產計畫
行銷計畫
水產養殖計畫
養豬計畫
- 瓜地馬拉

竹產業計畫
水產養殖發展計畫
園藝作物產銷發展計畫
竹栽培及竹材利用發展計畫
微中小企業營運輔導功能提升計畫
農企業營運輔導功能提升計畫
- 薩爾瓦多

強化鄉鎮家庭式水產養殖發展計畫
海水養殖中心計畫
地理資訊系統應用能力提升計畫
熱帶蔬果健康種苗繁殖中心計畫
農民組織運銷能力提升計畫
地方特色產業發展計
金融機構發展基金計畫
Integral儲貸公司微貸計畫
- 貝里斯

交通監理資訊服務系統計畫
慢性腎衰竭基礎防治體系建構計畫
羊隻品種改良計畫
食品加工計畫
稻種生產計畫
園藝作物推廣計畫
水產養殖計畫
水災預警技術能力建構專案
文化之家與周邊擴建計畫
國家寬頻貸款計畫
- 巴拉圭

醫療資訊管理效能提升計畫
蘭花商業生產輔導計畫
微中小企業輔導體系能力建構計畫
鴨嘴魚苗繁養殖計畫
養魚計畫
花卉產銷計畫
微中小企業及婦女融資
- 厄瓜多

牡蠣繁養殖計畫
農業產銷合作計畫
竹工藝及造林計畫
職訓計畫
- 聖露西亞

香蕉產量提昇計畫
淡水魚蝦綜合發展計畫
果蔬示範與推廣計畫
政府廣域網路計畫
- 聖克里斯多福及尼維斯

農業因應氣候變異調適能力提升計畫
慢性腎臟病基礎防治體系建構計畫
農產加工發展計畫
農園藝作物發展計畫
聖啟茨生態公園維養計畫
地政業務資訊化提升計畫
- 聖文森及格瑞那丁

糖尿病防治能力建構計畫
農園藝作物推廣計畫
電子文件暨檔案管理計畫
強化農民組織暨提升蔬果生產技術計畫
- 海地

南部省稻作增產計畫
強化稻種生產能力計畫
全國稻種生產強化計畫
海地阿狄波尼水稻產業發展計畫
竹材綜合利用發展計畫
養雞計畫
太子港近郊農業發展及雅克梅勒區農業輔導計畫
水產養殖計畫
- 多明尼加

竹產業發展計畫
溫室栽培蔬菜健康管理與產品安全檢測計畫
微中小型企業輔導體系能力建構計畫
- 區域合作計畫

中小企業輔導計畫
園藝作物產銷發展計畫
農企業行銷計畫
金融機構發展基金計畫
CABEI社會轉型特別基金社會基礎建設計畫
中美洲區域咖啡銹病貸款專案
柑橘黃龍病防治技術能力建構專案
區域繁榮微額金融基金計畫
跨區域計畫
友好國家醫事人員訓練計畫
友邦青年華語訓練計畫
友邦技職訓練計畫
友邦及友好國家專業華語教師派遣案
國際人力資源培訓研習班計畫
國際高等人力培訓外籍生獎學金計畫
CABEI技職教育優惠助學貸款基金計畫
TaiwanICDF中美洲技職教育發展基金計畫
CABEI國合會顧問服務基金計畫
外交替代役專案計畫
海外服務工作團
農民驅動之氣候變遷議程

## 相關事件
2021年11月5日，中共中央台灣工作辦公室對時任董事長吳釗燮實施懲戒，禁止本人及家屬進入大陸和港澳，並終身追究刑事責任。2022年8月3日，中共中央台辦、國務院台辦採取懲戒措施制裁國合會，禁止其與中方組織、企業、個人合作；同年8月16日，中共中央台辦、國務院台辦追加制裁時任秘書長項恬毅，禁止其進入中國和香港、澳門特別行政區等懲戒措施。2023年7月13日，中共中央台辦、國務院台辦宣布國合會仍列為制裁對象。2024年8月7日，中共中央台灣工作辦公室在官網新設「依法懲治『台獨』頑固分子」專欄，其中所列「台獨」頑固分子名單，包括國安會秘書長吳釗燮（時任董事長）。

## 外部連結
- 官方網站（繁體中文）（页面存档备份，存于）
- 國際合作發展基金會的Facebook專頁（繁體中文）
- 國際合作發展基金會在Flickr上的页面（繁體中文）
- 國際合作發展基金會的Instagram帳戶（繁體中文）
- YouTube上的國際合作發展基金會頻道（繁體中文）